# Gấu đen Louisiana
Gấu đen Louisiana (Ursus Americanus luteolus), một trong 16 phân loài của gấu đen Mỹ, được tìm thấy ở các vùng của Louisiana, chủ yếu dọc theo Thung lũng Sông Mississippi và Lưu vực Sông Atchafalaya. Nó được phân loại là "bị đe dọa" theo Đạo luật về các loài có nguy cơ tuyệt chủng của Hoa Kỳ từ 1992-2016.
Tính hợp lệ của phân loài này đã được tranh luận nhiều lần.

## Bảo tồn
Trong khi IUCN phân loại tình trạng bảo tồn của gấu đen là một loài Ít quan tâm thì gấu đen Louisiana là một phân loài được liệt kê là 'bị đe dọa' theo Đạo luật về các loài có nguy cơ tuyệt chủng của Hoa Kỳ vào năm 1992. Theo phán quyết này, tất cả các loài gấu đều nằm trong phạm vi lịch sử của gấu đen Louisiana, từ miền đông Texas đến miền nam Mississippi được bảo vệ. Vào ngày 11 tháng 4 năm 2016, gấu đen Louisiana đã bị xóa khỏi danh sách cũng như các biện pháp bảo vệ tương tự đối với gấu đen Mỹ.
Mất môi trường sống là lý do chính khiến loài gấu này được đưa vào danh sách các loài có nguy cơ tuyệt chủng liên bang. Các chương trình và sáng kiến đã dẫn đến việc bảo tồn và phục hồi hơn 600.000 mẫu đất lâm nghiệp ở vùng đồng bằng sông Mississippi của Louisiana. Cục Động vật hoang dã và Ngư nghiệp Louisiana và Cục Cá và Động vật hoang dã Hoa Kỳ đã giành được đất cho Khu vực Quản lý Động vật hoang dã và Khu bảo tồn Động vật Hoang dã Quốc gia. Việc trồng lại rừng trên tài sản tư nhân đã được thực hiện thông qua U.S.D.A. các chương trình như Chương trình bảo tồn và bảo tồn đất ngập nước, Quỹ rừng Mỹ, cũng như thông qua các chương trình của các tổ chức bảo tồn tư nhân như Liên minh bảo tồn gấu đen (BBCC), Bảo tồn thiên nhiên và Ducks Unlimited.